# Proeulia
Proeulia là một chi bướm đêm thuộc họ Tortricidae.

## Các loài
- Proeulia aethalea  Obraztsov, 1964
- Proeulia apospasta  Obraztsov, 1964
- Proeulia approximata  (Butler, 1883)
- Proeulia auraria  (Clarke, 1949)
- Proeulia boliviae  Razowski, 1988
- Proeulia chromaffinis  Razowski, 1995
- Proeulia chrysopteris  (Butler, 1883)
- Proeulia clenchi  Clarke, 1980
- Proeulia cneca  Obraztsov, 1964
- Proeulia cnecona  Razowski, 1995
- Proeulia elguetae  Razowski, 1999
- Proeulia exusta  (Butler, 1883)
- Proeulia gladiator  Razowski, 1999
- Proeulia griseiceps  (Aurivillius, in Skottsberg, 1922)
- Proeulia guayacana  Razowski, 1999
- Proeulia inconspicua  Obrazstov, 1964
- Proeulia insperata  Razowski, 1995
- Proeulia kuscheli  Clarke, 1980
- Proeulia lentescens  Razowski, 1995
- Proeulia leonina  (Butler, 1883)
- Proeulia nubleana  Razowski & Gonzlez, 2003
- Proeulia onerata  Razowski, 1995
- Proeulia robinsoni  (Aurivillius, in Skottsberg, 1922)
- Proeulia tenontias  (Meyrick, 1912)
- Proeulia triquetra  Obrazstov, 1964